# 연평왕
연평왕(延平王)은 1655년 남명의 영력제가 동녕국의 정성공에게 책봉한 군왕 칭호이자 그 후계자들의 칭호로, 연평부의 이름을 따서 명명되었다.
명나라의 작위제도에서는 복왕(福王), 진왕(秦王)과 같이 한 글자의 왕을 친왕이라 부르고, 두 글자의 왕을 가진 사람을 군왕이라 불렀다. 명나라 때 후계자를 제외한 제후들은 모두 군왕으로 임명되었고 세습되지 않았다. 명나라는 유공자를 군왕으로 책봉했는데, 대부분은 사후에 추존된 칭호였으나 남명대의 연평왕과 같이 생전에 책봉된 경우도 존재했다.